# Industrie agrarie
Le industrie agrarie sono una branca delle tradizionali scienze agrarie che studiava i processi e le tecniche di trasformazione di alcuni prodotti dell'azienda agraria ordinaria nel contesto socioeconomico italiano. Con la stessa denominazione si indicava un insegnamento fondamentale del quarto anno nel vecchio ordinamento del corso di laurea in Scienze agrarie e un insegnamento del quinto anno del vecchio piano di studi dell'Istituto tecnico agrario.

## Caratteristiche

### Prerogative
Le industrie agrarie propriamente dette avevano la prerogativa di essere integrate nell'ordinamento aziendale. In altri termini, il prodotto trasformato è compreso nella produzione vendibile dell'azienda agraria mentre la materia prima, il prodotto agricolo, è un bene intermedio reimpiegato nel processo produttivo aziendale. Il processo di trasformazione si attua in strutture che sono parte integrante dell'azienda agraria (opifici aziendali), oppure in strutture esterne gestite in cooperazione (opifici sociali) o da imprenditori che operano in conto terzi. Il prodotto trasformato è destinato all'autoconsumo oppure commercializzato direttamente dall'imprenditore agricolo o dalla stessa struttura sociale in cui è stato conferito il prodotto agricolo grezzo.

### Industrie agrarie
Tre sono gli opifici storicamente annessi all'azienda agraria: la cantina, il caseificio e il frantoio. Il termine di industrie in realtà si applicava a piccole strutture aziendali che operavano su scala artigianale. La crescita delle dimensioni aziendali, l'associazione in cooperative di trasformazione, la sempre più frequente comparsa di strutture di trasformazione economicamente e fisicamente distinte dalle aziende agrarie, l'introduzione di innovazioni tecnologiche ha portato ad un'interpretazione più estesa e complessa del concetto ancestrale di industria agraria. Nella seconda metà del XX secolo, gli ambiti di studio fondamentali delle Industrie agrarie sono i seguenti quattro:
- Enologia o industria enologica: tratta gli aspetti inerenti alla trasformazione dell'uva in vino (vinificazione)
- Industria lattiero-casearia: tratta gli aspetti relativi alla produzione del latte alimentare e alla trasformazione del latte in formaggio (caseificazione) e in altri derivati (burro, yogurt, ecc.)
- Elaiotecnica: tratta gli aspetti relativi alla trasformazione delle olive, con particolare riferimento all'estrazione dell'olio di oliva
- Tecnica conserviera: tratta gli aspetti relativi alla conservazione dei prodotti agricoli e agroalimentari. Un settore di particolare importanza, in questo ambito, è quello della trasformazione del pomodoro da industria.

### Industria agraria e industria alimentare
Nel contesto socioeconomico dell'Italia rurale i processi di integrazione delle filiere alimentari si sono evoluti storicamente in modo differenziale secondo i vari prodotti. Alcuni processi di trasformazione, per quanto strettamente dipendenti dal settore primario, hanno da sempre acquisito una propria identità distinta dall'attività agricola; altri processi, invece, sono storicamente rimasti integrati nell'attività dell'azienda agraria o, per lo meno, strettamente associati ad essa. Ad esempio, la figura del mugnaio, gestore del mulino, si è sempre mantenuta distinta da quella del contadino, mentre il produttore di vino o di formaggio si identificavano spesso con lo stesso viticoltore o lo stesso allevatore. Particolare era invece la posizione del frantoio: in molte aziende agricole, l'olivicoltura era un'attività marginale, rispetto all'allevamento o alla vigna, e fondamentalmente orientata all'autoconsumo, condizione che non giustificava economicamente la presenza di un frantoio aziendale. I più grossi olivicoltori erano tuttavia anche frantoiani e operavano contemporaneamente in conto proprio e per conto terzi. La molitura della olive si è perciò mantenuta come attività strettamente legata a quella agricola.
L'evoluzione delle filiere nel corso della storia ha perciò delineato differenti connotazioni della trasformazione agroalimentare sul piano convenzionale: la farina era un bene alimentare proveniente dai mulini, strutture proprie dell'industria alimentare, mentre il formaggio, il vino, l'olio erano prodotti agricoli trasformati provenienti dalle stesse aziende agrarie.

### Dalle Industrie agrarie alle tecnologie agroalimentari
L'agricoltura che fa molto affidamento sui metodi industriali viene spesso chiamata agricoltura industriale, caratterizzata da innovazioni progettate per aumentare la resa. La convenzionale distinzione fra industrie agrarie e industrie alimentari non ha più fondamento, in quanto anche le tradizionali industrie agrarie si configurano spesso come vere e proprie attività industriali scorporate dal settore primario alla stregua delle altre industrie alimentari.
Le tradizionali industrie agrarie continuano ad avere una relazione piuttosto stretta con l'attività agricola e zootecnica vera e propria: la crescita della dimensione economica media delle aziende agrarie, il sempre maggiore interesse alla valorizzazione di prodotti tipici e l'introduzione di tecnologie di lavorazione innovative adatte anche per trasformazioni su piccola scala, unitamente al verificarsi di situazioni contestuali di crisi dei processi di integrazione verticale e orizzontale, hanno favorito la nascita di piccoli impianti di trasformazione aziendali nel settore vitivinicolo, in quello zootecnico-caseario, in quello elaiotecnico e, talvolta, per alcuni prodotti agricoli, nel settore delle conserve vegetali.
Contemporaneamente, la vecchia disciplina delle industrie agrarie ha esteso gli ambiti di studio anche ad altri settori della trasformazione agroalimentare, che in passato avevano un ruolo marginale e altamente specialistico nell'ambito delle Scienze agrarie. L'evoluzione del settore agroalimentare alla fine del XX secolo ha determinato inoltre l'esigenza di formare nuove figure professionali nei corsi di studio ad indirizzo agrario (qualifiche professionali, diplomi di istruzione superiore, laurea). Di conseguenza, al concetto tradizionale e restrittivo di Industrie agrarie si è sostituito quello più esteso di Tecnologie agroalimentari che trova la sua massima espressione nei programmi didattici dei corsi di laurea con piani di studio specialistici in luogo del vecchio ordinamento polivalente della laurea in Scienze agrarie.